# Colegiul Bethlen din Alba Iulia
Colegiul Bethlen din Alba Iulia este un monument istoric aflat pe teritoriul municipiului Alba Iulia.